# Nationalpark Timanfaya
Der Nationalpark Timanfaya (spanisch Parque Nacional de Timanfaya) auf der Kanareninsel Lanzarote wurde 1974 zum achten Nationalpark in Spanien erklärt. Er wird auch als Montañas del Fuego (Feuerberge) bezeichnet.

## Allgemeines

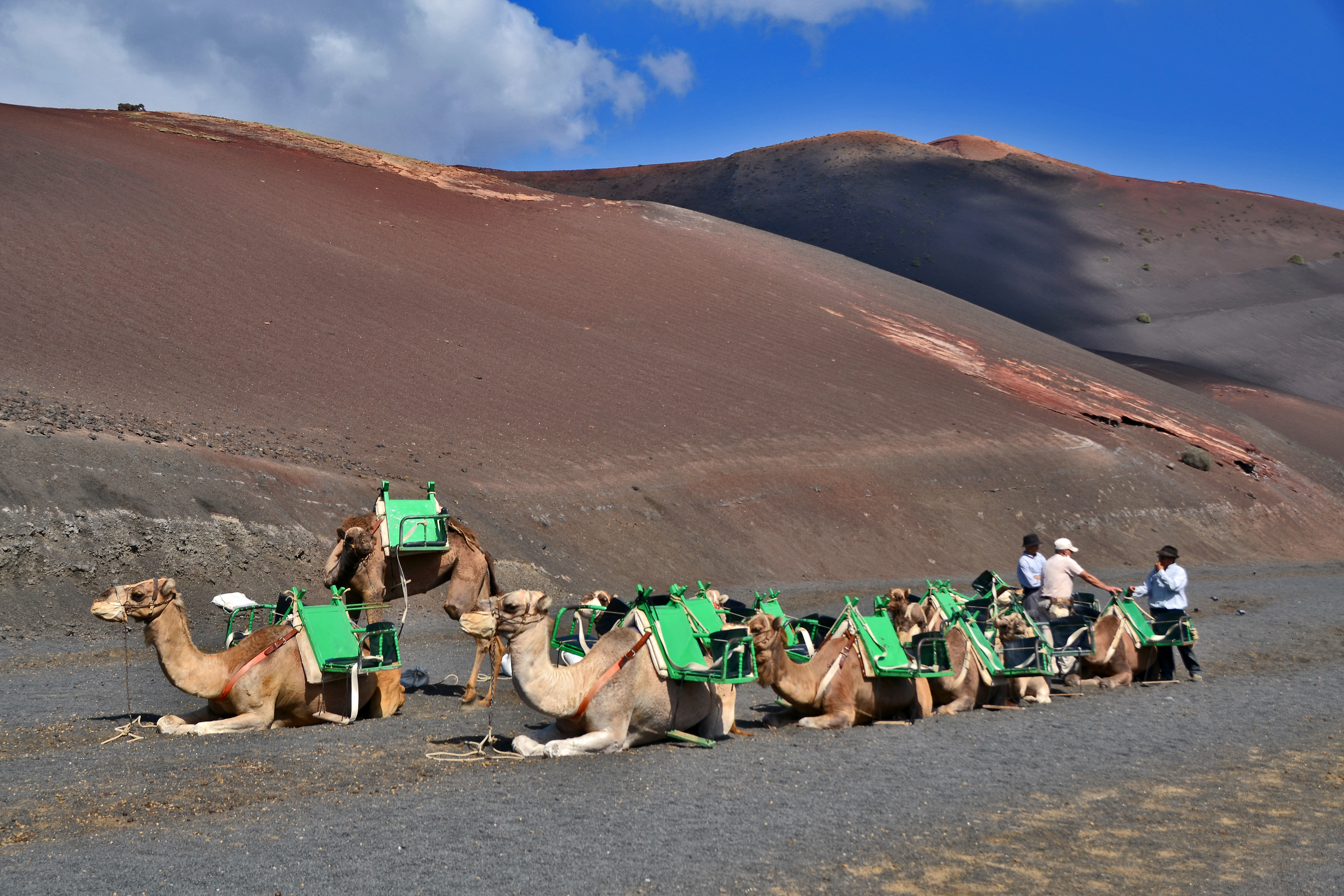
Ruheplatz der Dromedare

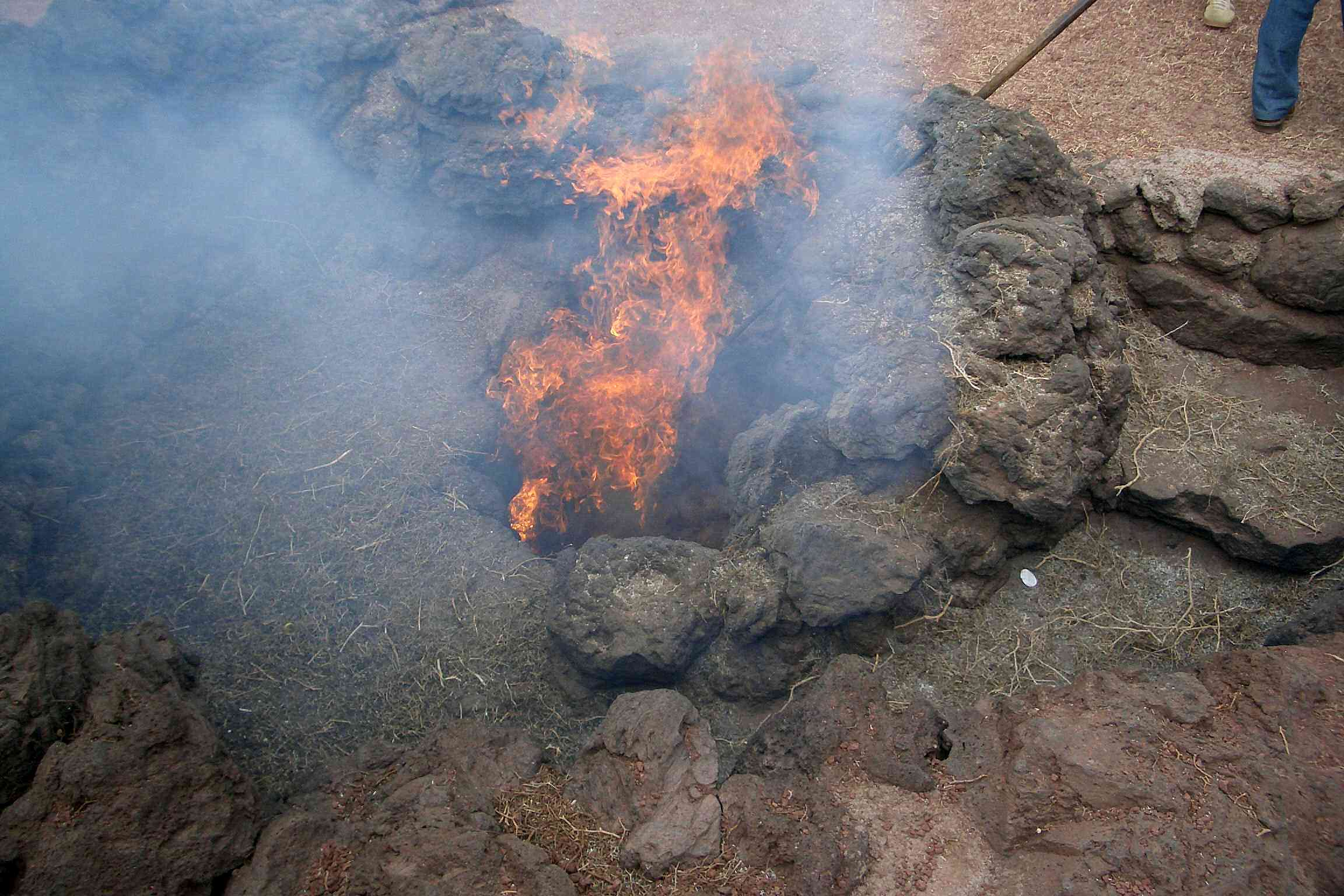
Die unterirdische Hitze des Timanfaya-Vulkans reicht noch heute aus, um einen Heuballen zu entzünden

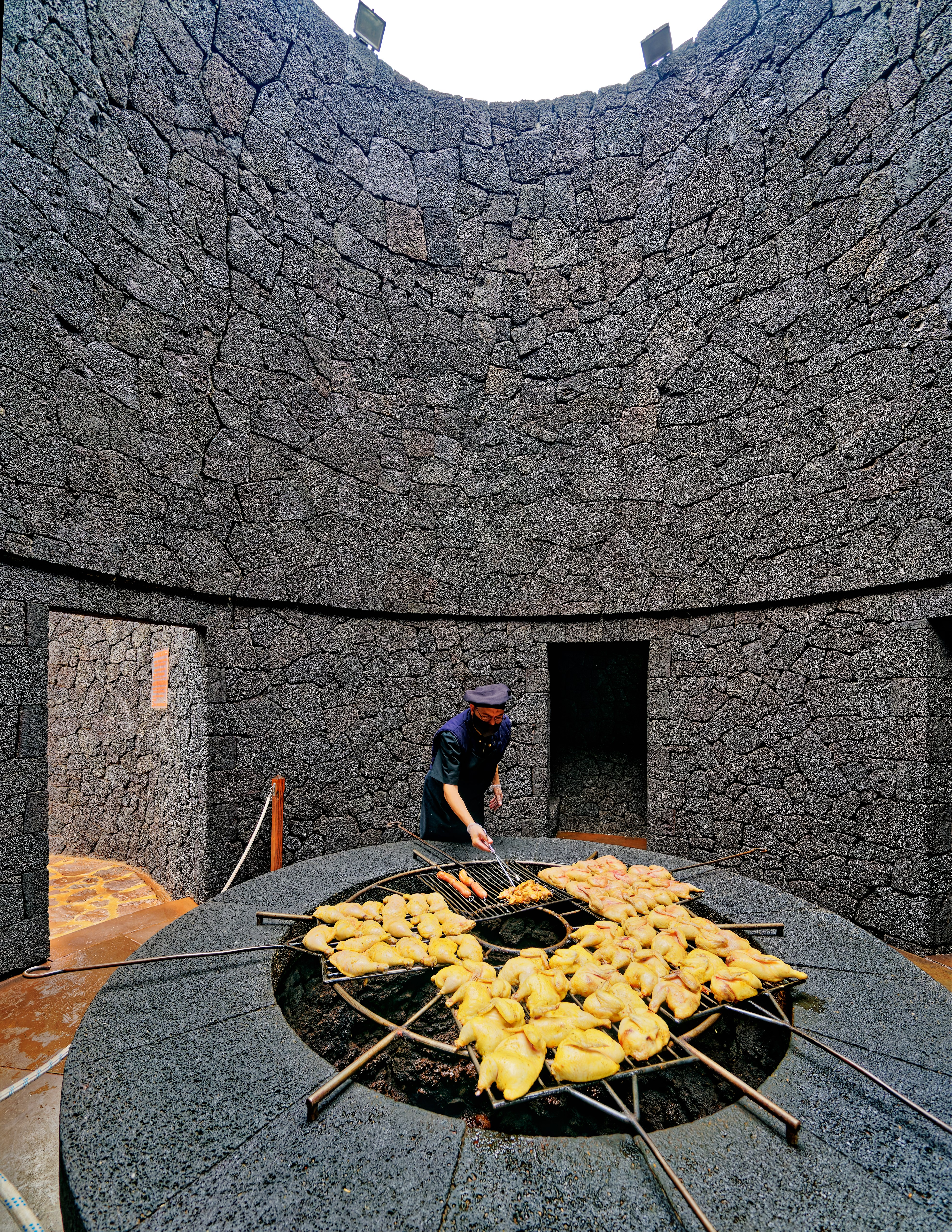
Grill im Restaurant El Diablo beheizt mit der Hitze des Vulkans

Die etwa 845 km² große Insel Lanzarote ist zu drei Vierteln mit Lava bedeckt, ausgespien aus mindestens 300 Kratern von etwa 100 Vulkanen. Das Eruptivmaterial der fast sechs Jahre dauernden Ausbrüche vom 1. September 1730 bis 16. April 1736 bedeckt etwa 20 Prozent (167 km²) Lanzarotes. Der Timanfaya-Nationalpark im Südwesten der Insel erstreckt sich über 6 Prozent der Insel (51,07 km²), von der Ortsgrenze Yaizas bis zur Montaña Timanfaya; die Westgrenze bildet die Küstenlinie. Hier entstanden damals 32 Vulkankegel. Zu den Ausbrüchen an Land kamen noch zahlreiche Seebeben.

## Geschichte
Die Einheimischen waren davon überzeugt, dass die Virgen de los Volcanes 1736 den Lavafluss an der Montaña de Guiguan gestoppt und damit die umliegenden Dörfer verschont hätte. Sie versprachen daher, ihr eine Kapelle zu bauen. Erst im Jahre 1781 konnte die bettelarme Bevölkerung die kleine Kapelle Ermita de los Dolores in Mancha Blanca fertigstellen. Als das Gebiet bei den nächsten Vulkanausbrüchen im Jahre 1824 erneut verschont blieb, interpretierte man dies als Wiederholung des Wunders. Die Marienfigur, die zuvor in der Kirche in Tinajo untergebracht war, erhielt 1862 ihren endgültigen Standort in der Kapelle Ermita de los Dolores.
Das große Areal, das heute das Lavameer einnimmt, gehörte vor den Ausbrüchen zum fruchtbarsten Teil Lanzarotes. Nach der Katastrophe lagen acht Millionen Kubikmeter Lava dort, wo zuvor kleine Ortschaften und einzelne Gehöfte existiert hatten; insgesamt wurden etwa 420 Häuser zerstört. Die zerstörten Dörfer waren Timanfaya, Los Rodeos, Mancha Blanca, Santa Catalina, Mazo, Jarretas, Tingafa, Peña Palomas, Testeina, La Geria, Macintafe, Mozaga, Guagaro, Masdache und Iguadén, außerdem die Landgüter von Maretas und Chupaderos.

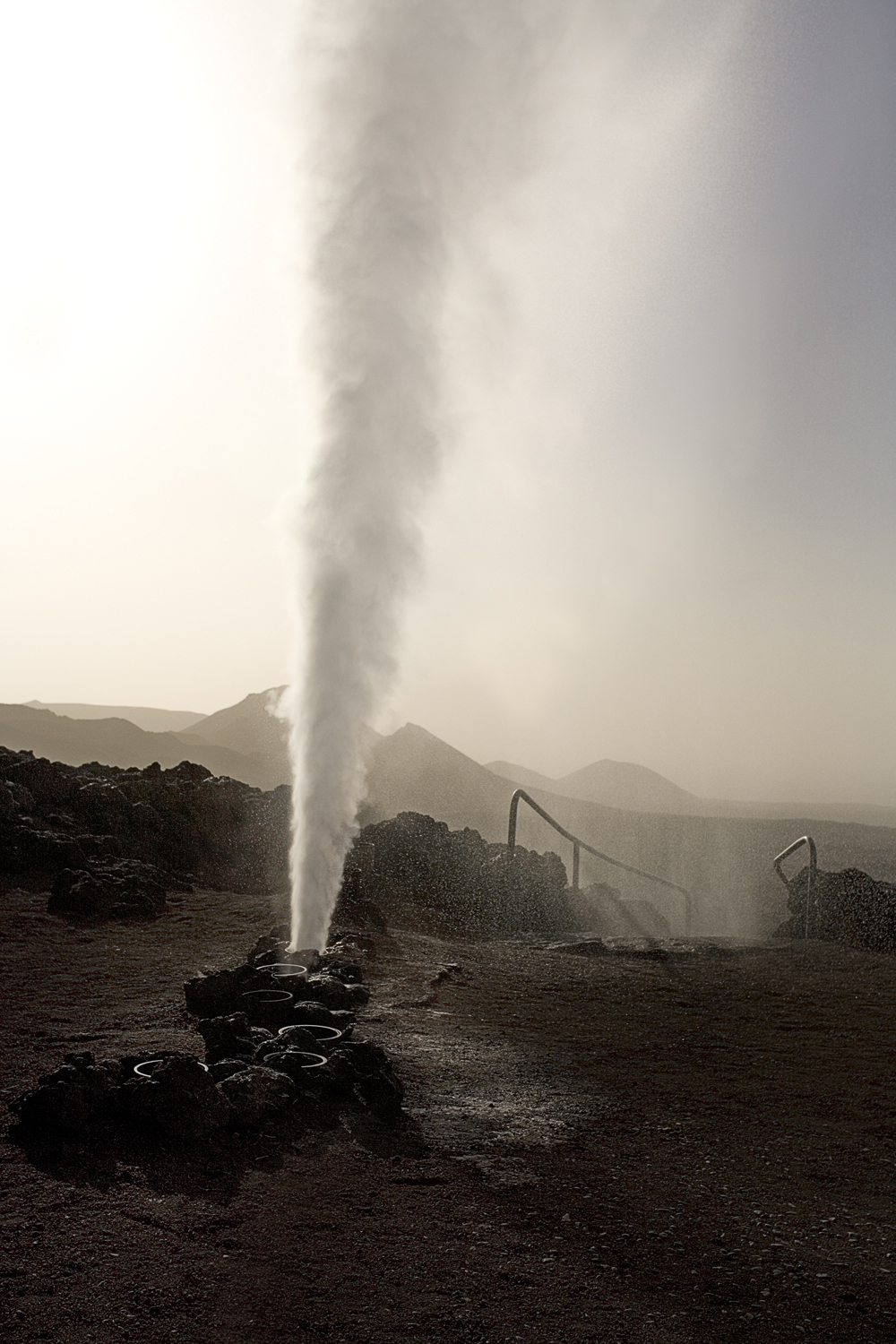
Vulkanhitze lässt eingegossenes Wasser emporschießen

Die Vulkane, die den Timanfaya-Nationalpark bilden, gehören zur so genannten Hawaii-Gruppe. Diese bilden in großen Höhen riesige Aschesäulen, die Lapilli, die vom Wind befördert weite Flächen und Hänge alter Krater bedeckt haben. Diese durch die Ascheregen gebildeten Flächen nennt man Valle de la Tranquilidad (Tal der Ruhe). Das Zentrum des Ausbruchs lag am Maciso del Fuego (Feuer-Massiv), welches 525 Meter hoch aufragt. Dieser Vulkan ist von Schlacke und Asche bedeckt, die von den Ausbrüchen des 18. Jahrhunderts stammen. Allerdings stellte man fest, dass der Bergrücken, der immer noch enorme Hitzestrahlung aussendet, aus sehr alter Lava besteht, dem alten Berg Timanfaya zugehörig. Interessant sind die häufigen Reihen von kleinen Öfchen (Hornitos) und Parasitenvulkanen, so genannt, weil sie sich am Fuße eines größeren Vulkankegels gebildet haben. Der imposante Schlackenkegel Caldera del Corazoncillo, besitzt einen Krater, dessen Tiefe etwa 100 Meter unter die Oberfläche der Umgebung reicht. Die Lava dieses Vulkans begrub im Jahre 1730 das Dorf Timanfaya.
Ein Augenzeuge der fast sechs Jahre dauernden Ausbrüche im 18. Jahrhundert, der Pfarrer von Yaiza, Don Andrés Lorenzo Curbelo, hat seine Eindrücke handschriftlich festgehalten. Am Hang der Montaña de la Cinta in Yaiza findet man eine 1990 errichtete Gedenktafel, welche an die schweren Vulkanausbrüche dieser Zeit erinnert. Sie ist dem damaligen Pfarrer von Yaiza gewidmet.

## Augenzeugenbericht des Pfarrers von Yaiza

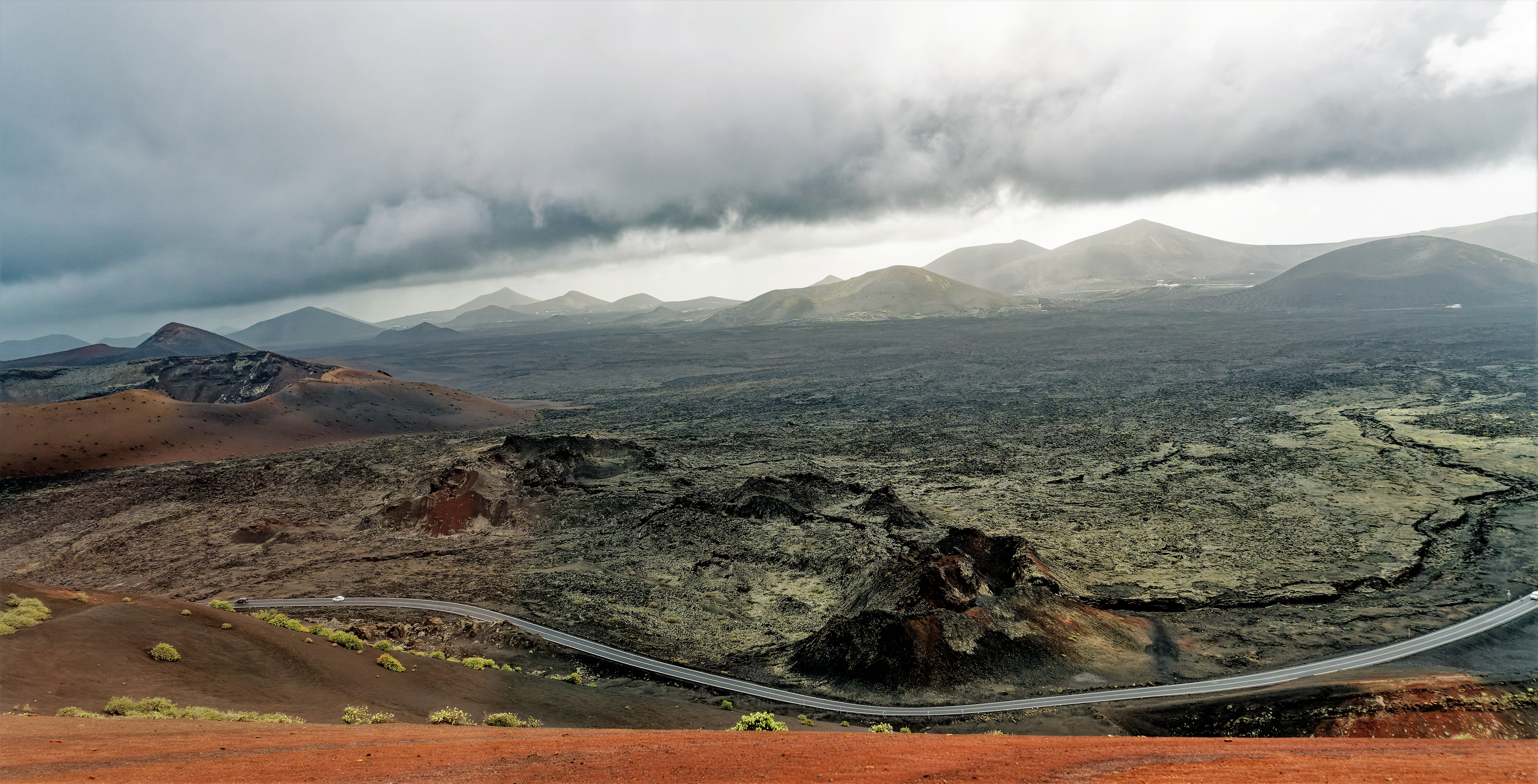
Timanfaya

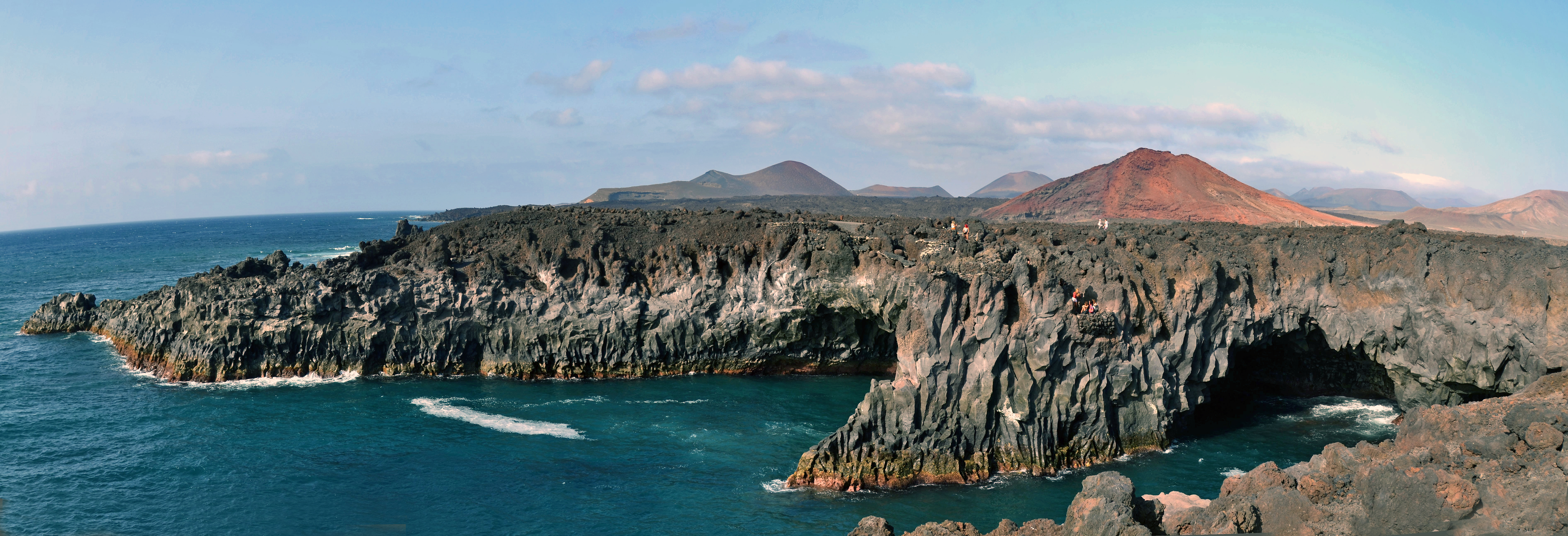
Zusammenprall der Naturgewalten Lavaströme / Ozean im Westen von Yaiza – Los Hervideros

Etwas verkürzte Wiedergabe der handgeschriebenen Aufzeichnungen des damaligen Pfarrers von Yaiza, Andrés Lorenzo Curbelo:
... Am 1. September 1730, zwischen 9 und 10 Uhr abends, öffnete sich plötzlich die Erde bei Timanfaya, zwei Wegstunden von Yaiza. Ein gewaltiger Berg bildete sich bereits in der ersten Nacht, und Flammen schossen aus seinem Gipfel, die 19 Tage lang weiter brannten. Wenige Tage später brach ein neuer Schlund auf und der Lavastrom ergoss sich über Timanfaya, Rodeo und einen Teil von Mancha Blanca. Die Lava floss nach Norden, anfangs wie sprudelndes Wasser, später zähflüssig wie Honig. Doch am 7. September stieg mit unheilvollem Donnern ein riesiger Fels aus der Tiefe und zwang die Lava dazu, ihren Fluss nach Westen und Nordwesten zu wenden. Dort zerstörte sie die Orte Maretas und Santa Catalina. Am 11. September erneuerte sich die Gewalt der Lava. Sie bedeckte und verbrannte das Dorf Mazo und stürzte danach acht Tage lang als feuriger Katarakt unter furchtbarem Tosen ins Meer, so dass tote Fische in riesigen Mengen an der Oberfläche schwammen oder ans Ufer geworfen wurden. Danach beruhigte sich alles und die Eruptionen hörten auf. Jedoch brachen am 18. Oktober direkt über dem verbrannten Santa Catalina drei neue Schlünde auf, aus denen schwere Rauchwolken strömten, die sich über die ganze Insel verbreiteten. Sie trugen Unmengen an Asche und Sand mit sich und überall fielen dicke Wassertropfen nieder. Die dadurch verursachte Finsternis, Asche und Rauch, vertrieben mehrfach die Einwohner von Yaiza und Umgebung. Doch kehrten sie wieder zurück, als auf die Eruptionen keine weiteren Ausbrüche mehr folgten. Am 28. Oktober, als diese Ereignisse zehn Tage angedauert hatten, fiel in der ganzen Region das Vieh tot um, erstickt vom stinkenden Dunst. Vom 1. bis 20. November brach unaufhörlich Rauch und Asche aus den Kratern hervor und am 27. wälzte sich mit enormer Geschwindigkeit ein Lavastrom die Hänge hinunter. Am 1. Dezember erreichte er das Meer und bildete dort eine erstarrende Insel. Am 16. Dezember änderte die Lava plötzlich ihren Lauf, floss nicht mehr ins Meer, sondern verschüttete das Dorf Chupadero und vernichtete die fruchtbare Ebene von Uga. Am 7. Januar 1731 kam es zu neuen Ausbrüchen, die die früheren Krater wieder zerstörten. Aus zwei Öffnungen brach Lava heraus, begleitet von dichten Rauchwolken, in denen rote und blaue Blitze tobten. Dazu donnerte es wie bei Gewittern, was für die Bewohner sehr erschreckend war, da sie auf ihrer Insel keine Gewitter kannten. Am 10. Januar türmte sich ein hoher Berg auf, der noch am selben Tag wieder in sich zusammenstürzte. Steine und Asche regneten auf die Insel und Lavaströme flossen über den Malpaís ins Meer. Am 7. März entstanden gleich mehrere Vulkane, die sich in einer Reihe von Ost nach West erhoben. Am 4. Juni öffneten sich in der Timanfaya-Region drei Krater auf einmal. Sie verbanden sich schnell zu einem einzigen Vulkankegel, aus dem ein Lavastrom ins Meer floss. Aus einem Nebenkrater schossen Asche und Blitze heraus, aus einem anderen entwich weißer Dampf, wie man ihn bisher nicht gesehen hatte. Ende Juni waren alle Küsten an der Westseite der Insel mit riesigen Mengen von toten Fischen bedeckt, von denen man viele Arten noch nie gekannt hatte. Nordwestlich von Yaiza stiegen mit heftigen Detonationen Rauch und Flammen aus dem Meer empor. Im Oktober und November verstörten neue Eruptionen die Einwohner. Am 25. Dezember fühlte man das stärkste aller Erdbeben, und am 28. Dezember schoss ein Lavastrom aus einem neu entstandenen Kegel, zerstörte ein weiteres Dorf und eine Kapelle bei Yaiza ...
An dieser Stelle brechen die chronologischen Notizen des Priesters ab. Curbelo konnte wahrscheinlich nicht länger im schwer bedrohten Yaiza bleiben; er floh mit vielen anderen Inselbewohnern nach Gran Canaria. Die Eruptionen sollten noch fünf Jahre andauern.

## Letzter Ausbruch 1824

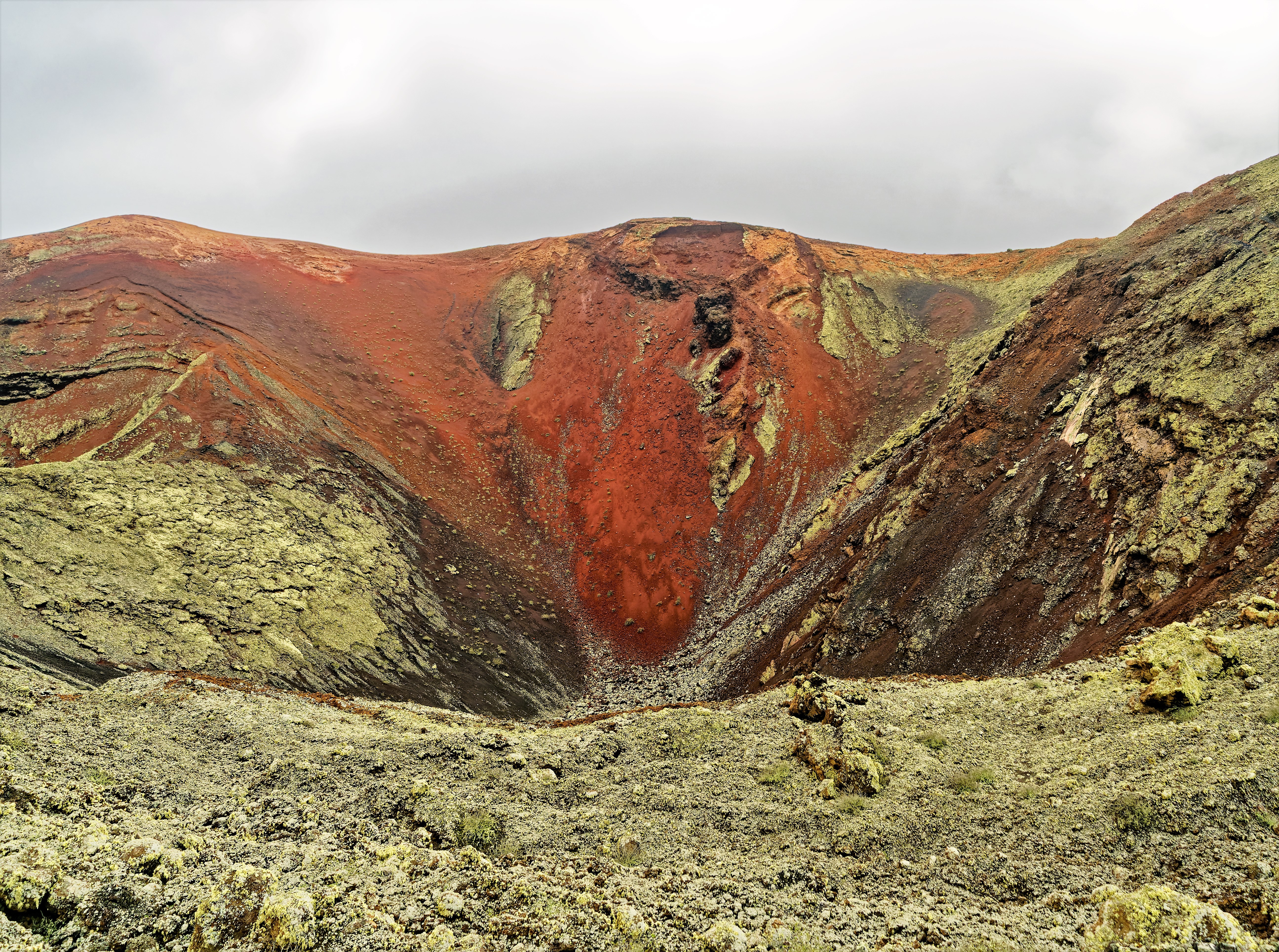
Montañas del Fuego

Die bisher letzten Vulkanausbrüche auf der Insel fanden im Jahre 1824 statt. Am 31. Juli begann der Ausbruch des Vulkan de Clérigo Duarte. Über 14 Kilometer lang war die Eruptionsspalte. Bei Punte del Cochino wälzte sich eine sechs Kilometer lange Lavamasse ins Meer. Vorangegangen waren 10 Jahre lang zahlreiche Erdbeben mittlerer Stärke. Die Besonderheiten dieses Ausbruchs waren die Dünnflüssigkeit der Lava und die enormen Säulen kochenden Salzwassers, die aus den Kratern herausschlugen und die Gegend überschwemmten. Der letzte der Lavaströme bedrohte das Dorf Mancha Blanca. In ihrer Not liehen sich die Bewohner von Mancha Blanca aus der Kirche in Tinajo die Statue der Virgen de los Dolores. Damit zogen sie in einer Prozession der glühenden Lava entgegen. Das Wunder geschah: Kurz vor dem ersten Haus des Ortes kam die Lava zum Stillstand. Heute steht an dieser Stelle ein Holzkreuz. Noch heute wird dieser Tag regelmäßig mit einer Prozession gefeiert.

## Flora
Nur sehr langsam hat sich auf dem entstandenen Malpaís (schlechten Land) wieder etwas Vegetation gebildet. Man kann an einigen Orten Flechten oder kleine Sukkulente und den Strauch-Dornlattich (Launaea arborescens) entdecken, im Spanischen wird dieser anspruchslose Korbblütler Aulaga Majorera genannt. Eine Pionierpflanze ist auch der Kanaren-Ampfer (Rumex lunaria), im Deutschen als Mondampfer bekannt. Insgesamt sind im Parkgebiet etwa 200 Arten gelistet, darunter Flechten wie Ramalina bourgeana und Stereocaulon vesuvianum.

## Zugang und Touristisches
Der Nationalpark ist über gut ausgebaute Straßen erreichbar. Sie wurden 1950 zum Besuch General Francos angelegt. Von der Lz-67 zwischen Yaiza und Mancha Blanca kommt man zum Kassenhäuschen und von dort zum Großparkplatz am Islote de Hilario. Dort werden von der Parkverwaltung Dornlattich-Sträucher verwendet, um die hohe Temperatur des Erdbodens im Bereich des Islote de Hilario zu demonstrieren. Das in ein Loch im Boden gestopfte, trockene Geäst geht sofort in Flammen auf. Bei einer weiteren Demonstration wird Wasser in ein senkrecht im Boden eingelassenes Rohr gegossen. Da die Temperatur wenige Meter unter der Erdoberfläche über 400 °C beträgt, entsteht eine explosionsartig empor schießende Dampffontäne. Westlich des Hauptkraters von der Montaña del Fuego beträgt die Temperatur in 27 Metern Tiefe etwa 700 °C. Der Islote de Hilario wurde nach jenem Mann namens Hilario benannt, der der Sage nach wie ein Einsiedler über ein halbes Jahrhundert auf diesem Felseneiland lebte, ohne weitere Begleitung als seinem Kamel. Man erzählt, dass Hilario einen Feigenbaum gepflanzt hatte, der, obwohl er Wurzeln schlug, niemals Früchte trug, weil die Blüte sich nicht von Flammen ernähren konnte. Hier wurde von César Manrique das runde Restaurant El Diablo (Der Teufel) mit Kochstelle über einem heißen Erdloch errichtet.
Vom Islote de Hilario wird eine 14 km lange Busrundfahrt angeboten, sie ist im Eintrittspreis für den Park inbegriffen. Von der 350 Meter hoch gelegenen Montaña Rajada erhält man einen Überblick über den größten Teil des Timanfaya-Nationalparks.
Etwa 1,5 Kilometer entfernt liegt in der Casa de Los Camelleros (ehem. Haus der Kameltreiber) eines der drei Forschungslabore des Geodynamischen Labors Lanzarote.

## Wanderungen im Schutzgebiet
Das Schutzgebiet ist im Rahmen einer von Parkrangern geführten Wanderung zugänglich, der sogenannten Ruta de Termesana. Die Teilnahme bedarf einer vorherigen Anmeldung bei der Parkverwaltung, diese ist kostenlos und oft schon Wochen im Voraus ausgebucht. Das Mindestalter der Teilnehmer beträgt 16 Jahre.
Auf eigene Faust ist lediglich die Ruta del Litoral gestattet. Dieser etwa vierstündige Küstenwanderweg führt von dem Ort El Golfo über Playa del Cochino zur Playa de Madeira.